# Petar Brzica
Petar Brzica (* angeblich um 1917) soll ein Oberleutnant der faschistischen Ustascha-Miliz gewesen sein und während des Zweiten Weltkriegs als Wächter des Konzentrationslager Jasenovac Häftlinge misshandelt haben. Diese Angaben beruhen auf einer 1946 veröffentlichten Zeugenaussage des Adrian Wêder (1918–1985) aus Zagreb gegenüber der von 1944 bis 1947 tätigen jugoslawischen Staatlichen Kommission Kroatiens zur Feststellung von Verbrechen der Okkupanten und ihrer Helfer. Brzicas Existenz und seine Taten sind nicht zweifelsfrei belegt.

## „Tötungswettbewerb“
Brzica soll bei einem „Tötungswettbewerb“ am 29. August 1942 mit einem Messer einen kriegsverbrecherischen Massenmord an KZ-Häftlingen begangen haben. Je nach Quelle variiert die Angabe über die Opferzahl zwischen 670 und 1.860.
Ohne Quellenangabe schreibt 1951 erstmals der serbische Emigrant Branko Miljuš unter dem Pseudonym Hervé Laurière über diesen „Tötungswettbewerb“ und gibt die Opferzahl mit 1.360 an. Er nennt Brzica als Mitglied der katholischen Laienorganisation Križari („Die Kreuzritter“) sowie Stipendiat des Franziskanerklosters Široki Brijeg. Andere Quellen benennen Brzica als Jurastudenten. Der bosnische Serbe Miljuš war Politiker (Jugoslawische Radikale Union) und ehemaliger Minister ohne Geschäftsbereich der Regierung des Königreich Jugoslawien unter Ministerpräsident Dragiša Cvetković. Er lebte im Exil in Paris und publizierte später in Kanada als Autor der nationalistischen serbischen Emigration.
Im Jahr 1961 wird erstmals der Bericht des Nervenarztes Nedo Zec (1899–1971) mit dem Titel „Radi ti, dijete, svoj posao!“ (Mach du, Kind, deine Arbeit!) veröffentlicht; weitere Veröffentlichungen erfolgten 1969, 1970, 1971, 1973 und während des Zerfalls Jugoslawiens 1992. Nach dem Zweiten Weltkrieg war Zec der erste Gesundheitsminister der Volksrepublik Bosnien und Herzegowina sowie Gründer und erster Leiter der Klinik für Nerven- und Geisteskrankheiten in der Medizinischen Fakultät der Universität von Sarajevo, die früher auch seinen Namen trug. Wegen seiner kommunistischen Tätigkeit war Zec von 1942 bis 1943 Häftling im KZ Jasenovac. In seinem Bericht erzählt Zec, dass er im Januar 1943 auf Anweisung des KZ-Kommandeurs Ivica Matković als Nervenarzt einem neu gebildeten medizinischen Komitee angehört habe, um KZ-Wächter zu untersuchen. Der Ustascha Žile Friganović habe ihm berauscht berichtet:

„ja, Žile, najkrvaviji ustaša u Jasenovcu [...] više mi ne pomaže ni klanje, ni mučenje, ni jauk, ni žene, ni rakija. [...] Tada smo se Pero Brzica, Zrinušić, Šipka i ja opkladili smo se tko će te noći zaklati najviše logoraša. Otpočelo je klanje i ja sam već bio poslije jednog sata po broju zaklanih daleko izmakao ispred ostalih. Obuzeo me te večeri neki neobičan zanos, činilo mi se kao da sam na devetom nebu; nikada u životu nisam osjetio takvo blaženstvo, i već poslije nekoliko sati zaklao sam 1.100 ljudi, dok su ostali jedva stigli da zakolju po 300–400. [...] Ali tada je i u meni nešto prepuklo i te noći više nisam mogao da koljem. Pero Brzica je pobijedio, jer je zaklao 1.350 logoraša i ja sam mu bez riječi platio opkladu.”

„Ich, Žile, der blutrünstigste Ustascha in Jasenovac [...] mir helfen kein Schlachten, keine Folter, keine Sanftmut, keine Frauen, kein Schnaps mehr. [...] Zu dieser Zeit setzten Pero Brzica, Zrinušić, Šipka und ich darauf, wer die meisten Insassen in dieser Nacht schlachten würde. Das Gemetzel begann, und ich war bereits nach einer Stunde nach der Anzahl der Geschlachteten weit vor den anderen. Es war eine Art ungewöhnlicher Enthusiasmus in dieser Nacht, es schien mir, als wäre ich im neunten Himmel; Ich habe noch nie in meinem Leben eine solche Seligkeit erlebt, und nach ein paar Stunden hatte ich 1.100 Menschen geschlachtet, während die anderen es kaum geschafft haben, 300–400 Menschen zu schlachten. [...] Aber dann ist etwas in mir ausgebrochen und ich konnte in dieser Nacht nicht mehr schlachten. Pero Brzica hat gewonnen, denn er schlachtete 1.350 Häftlinge und ich habe ihm ohne ein Wort die Wette gezahlt.“

Der serbische Arzt Nikola Nikolić, der nach dem Bericht von Zec mit diesem in der KZ-Ärztekommission tätig war, gibt im Jahr 1969 die Zahl der Getöteten mit 670 an. Eine jüngere Quelle gibt die Zahl der Opfer mit 1.860 an und beruft sich dabei auf die kroatische Wochenzeitung Nedjelja vom 19. Oktober 1942, das Blatt der katholischen Križari-Organisation. Der Ustascha Žile Friganović der Zec das Geständnis gemacht haben soll, wird je nach Quelle auch mit dem Vornamen Mile oder Ante bzw. mit dem Familiennamen Riganović bezeichnet.
Brzicas Name soll auf der Liste der 59 Faschisten gewesen sein, die während der 1970er Jahre von jüdischen Organisationen an die US-Immigrationsbehörden als Auslieferungsgesuche übergeben wurden.
Der Bericht über Brzicas angebliche Massentötung hat Eingang in die Literatur gefunden und wurde auch von einigen antikatholischen Autoren wie z. B. Avro Manhattan (Pseudonym Teofilo Lucifero Gardini; 1914–1990) verarbeitet.

### Heiligenlegende
Ein angebliches Opfer dieses „Tötungswettbewerbs“ soll laut Zecs Erzählung ein alter Mann namens Vukašin gewesen sein. Nach verschiedenen serbische Quellen soll er entweder den Familiennamen Toholj oder Mandrapa getragen haben bzw. wird auch als Vukašin von Klepci (Vukašin Klepački, nach seinem angeblichen Herkunftsort bei Čapljina) oder als Vukašin von Jasenovac (Vukašin Jasenovački) bezeichnet. Er wurde 1998 von der serbisch-orthodoxen Kirche heiliggesprochen.

### Kritik
Die Erzählung über diesen „Tötungswettbewerb“ und den ermordeten Vukašin wird angezweifelt. Laut dem serbischen Philosophen Aleksandar Pražić hat Nedo Zec die Erzählung für die jugoslawischen Kommunisten erfunden. Auch um sich selbst von jedem Verdacht freizusprechen, da er sich weitgehend als „freier Mann“ im Lager bewegen durfte.

„Pre svega, zašto bi ustaše imale psihičke probleme zbog učešća u likvidaciji Srba’? [...] Ali, čak i ako je bilo tako, zar je hrvatska država toliko oskudevala u psihijatrima iz vlastitog naroda, koji bi na pravi način priskočili u pomoć tao gde su sveštenici podbacili, da je duševno zdravlje svojih elitnih bojovnika, pa samim tim i borbenu gotovost hrvatske vojske, poveravala brizi pripadnika omražene manjine? [...] Ako su u Jasenovcu likvidirane stotine hiljada Srba, zar je bilo teško ukloniti i jednog tako nezgodnog svedoka kakav je bio Nedeljko Zec? [...] Ali, čak i ako dopustimo da se sve dogodilo baš tako, mada nam zdrav razum govori da su sve to puke besmislice, nameće se pitanje da li je moguće za nekoliko sati zaklati hiljadu i sto ljudi. [...] Dakle, sve su to budalaštine, u koje niko razuman ne može da poveruje, a ako i poveruje, onda je sigurno posredi neka iracionalna zaslepljenost. [...] Pri tom, sigurno nije bio toliko maštovit da izmisli epizodu sa Srbinom koji koljaču kaže: ‚Radi ti, dijete, svoj posao!‘.”

„Zunächst einmal, warum sollten Ustaschas aufgrund ihrer Beteiligung an der Liquidation der Serben psychologische Probleme haben? [...] Aber selbst wenn es so gewesen wäre, war der kroatische Staat an Psychiatern seines eigenen Volkes so rar, wer hätte auf die richtige Weise dazu beigetragen, dass die Priester die geistige Gesundheit ihrer Elite-Krieger und damit die Kampfbereitschaft der kroatischen Armee den Angehörigen der verhassten Minderheit anvertrauen? [...] Wenn Hunderttausende Serben in Jasenovac getötet wurden, wäre es da schwierig gewesen, solch einen unbequemen Zeugen wie Nedeljko Zec verschwinden zu lassen? [...] Aber selbst wenn alles so geschehen wäre, stellt sich die Frage ob es möglich ist, wenn der gesunde Menschenverstand sagt, dass es unmöglich ist, dass über Stunden tausendeinhundert Menschen geschlachtet werden. [...] Das ist also alles Unsinn, an den kein vernünftiger Mensch glauben kann, und wenn er es glaubt, dann muss es eine irrationale Blindheit sein. [...] Er war mit Sicherheit nicht so einfallsreich, als er eine Episode mit einem Serben erfand, der den Schlächtern sagte: ‚Mach du, Kind, deine Arbeit!‘.“

Auch der kroatische Historiker Ivo Rendić-Miočević und der kroatische Akademiker Filip Škiljan bezweifeln die Erzählung des Nedo Zec über die Massentötung und die historische Person des Vukašin. Rendić-Miočević bemängelt das nur Zec diesen „Tötungswettbewerb“ bezeugt und es unmöglich sei, ein Gespräch nach vielen Jahren buchstäblich wiederzugeben. Vukašin sei keine historische Person und die Aufnahme in die Opferliste von Jasenovac sei erst 2007 erfolgt, nachdem der serbische Autor Marko Ručnov Vukašin in einem Buch (2004) unbewiesen den Familiennamen Mandrapa zugeschrieben habe, auch ohne wie üblich den Vatersnamen und den Herkunftsort zu benennen. Filip Škiljan weist in seiner von Sabrina P. Ramet herausgegebenen Schrift „Logorski sustav Jasenovac : konroverze“ (Kontroverse Fragen zu Jasenovac) darauf hin, dass Vukašin in keiner Opferliste der Lager von Jasenovac oder Stara Gradiška enthalten sei.

## In den Medien
Der „Tötungswettbewerb“ und das angebliche Martyrium des Vukašin wurde in dem serbischen Historien-Dramafilm Дара из Јасеновца Dara iz Jasenovca (englisch Dara of Jasenovac) des Regisseurs Predrag Antonijević aus dem Jahr 2020 verfilmt.

## Belege
1. ↑  DANON, Jakob. Židovski biografski leksikon, abgerufen am 16. Juli 2019 (kroatisch).
2. ↑  Zemaljska komisija Hrvatske za utvrđivanje zločina okupatora i njihovih pomagača: Zločini u logoru Jasenovac. Zagreb 1946, S. 61, 84 (kroatisch, archive.org): „Opijao se sa svojim »oficirima«, dočasnicima i ustašama, pa su te bande upadale noću u zatočeničke barake, mlateći zatočenike letvama, kundacima, šakama i čizmama i goneći ih kao stoku. Kroz te je 4 noći premlaćeno vrlo mnogo zatočenika, tako da su im tjelesa pocrnila od udaraca, a jedan je zatočenik i podlegao ranama. Svjedok Danon Jakov iz Zagreba ističe, da su kod tih ustaških orgija naročito mahnitali Stojčić Jozo, Brzica Petar i Hirschberger Nikola. (S. 61) [...] Brzica Petar, natporučnik (S. 84)“
3. ↑  Branimir Anzulovic: Heavenly Serbia : From Myth to Genocide. C. Hurst & Co. Publishers, 1999, ISBN 1-85065-530-8, S. 106 (englisch): “The anti-Catholic campaign surged in the 1980s. It was driven by new writings as well as by reissues and translations. [...] An even more virulent anti-Catholic diatribe, Murderers in God's Name, published in Paris in 1951 by a Serb émigré under the very French-sounding pseudonym Hervé Laurière, appeared in Serbian translation in 1987 with the original pseudonym and without any information that the author's real name was Branko Miljuš.”
4. ↑  Hervé Laurière (das ist Branko Miljuš): Assassins au nom de Dieu. Éditions La Vigie, Paris 1993, ISBN 2-8251-0414-0, S. 140 f. (französisch, Erstausgabe: Éditions l'Age d'Homme, Lausanne  1951): « Armé de cet instrument terrible, l'égorgeur se faisait présenter par un aide la tête renversée de sa victime, et le cou bien tendu était tranché comme au resoir. De temps en temps, les dirigeants du camp organisaient des »concours du meilleur égorgeur«. Le champion en fut un certain Petar Brzica, boursier du collège franciscain de Siroki Brijeg, en Hercégovine, et membre de l'organisation para-religieuse »Krizari« (Les Croises). Dans la nuit du 29 août 1942, Brzica réussit, en effet, à égorger, 1.360 personnes. Sacré »roi des égorgeurs«, il reç pour récompense une montre en or, un service en argent et, pour son dîner, un cochon de lait rôti avec une bouteille de vin. »
5. ↑  Ferdo Čulinović: Jugoslavija između dva rata. Band 2. Jugoslavenske akademija znanosti i umjetnosti, Zagreb 1961, S. 308 (serbokroatisch): “[...], te Branko Miljuš (JRZ).”
6. ↑  Стенографске белешке Народне скупштине Краљевине Срба, Хрвата и Словенаца: Редован сазив. Штампарија Саве Раденковића и брата, 1938, S. 333 (serbisch): „Ministar bez portfelja dr. Branko Miljuš”
7. ↑  Narodna skupština (Hrsg.): Stenografske beleške Narodne skupštine Kraljevine Jugoslavije : Redovan saziv. 1939, S. 201 (serbisch): „Ministar bez portfelja dr. Branko Miljuš”
8. ↑  George Franz Vrbanić: The failure to save the first Yugoslavia : the Serbo-Croatian sporazum of 1939. Ziral, 1991, S. 49 (englisch): “According to Dragiša Cetković, Milijuš had served as a minister in his government.”
9. ↑  Serbian Heritage Museum of Windsor (Hrsg.): Serbian literature and jounralism [sic!] in Windsor : May 16 – December 30. 2013. Windsor (Ontario) (englisch, serbianheritagemuseum.com [PDF]): “Writers published in Windsor [...] MILJUŠ, Dr. Branko”
10. ↑  Nedo Zec: "Radi ti, dijete, svoj posao!" In: Zdravko Čolić, Aziz Hadžihasanović, Milan Mučibabić (Hrsg.): Da se ne zaboravi. Veselin Masleša, Sarajevo 1961, S. 135–139 (serbokroatisch).
11. ↑  Nedo Zec: "Radi ti, dijete, svoj posao!" In: Otpor u žicama. Band I. VIZ, Beograd 1969, S. 61–65 (serbokroatisch).
12. ↑  Nedo Zec: "Radi ti, dijete, svoj posao!" In: Poruke. Band 1, Nr. 1, 4. Juli 1970 (serbokroatisch).
13. ↑  Nedo Zec: "Radi ti, dijete, svoj posao!" In: Oslobođenje. 1971 (serbokroatisch).
14. ↑  Nedo Zec: "Radi ti, dijete, svoj posao!" In: Riječi koje nisu zaklane : Svjedočanstva preživjelih zatočenika logora Jasenovac. Band I. Spomen područje,, Jasenovac 1973, S. 87–93 (serbokroatisch).
15. ↑  Nedo Zec: "Radi ti, dijete, svoj posao!" In: Catena mundi. Band II. Beograd/Kraljevo 1992, S. 229–231.
16. ↑  Nedo Zec: "Radi ti, dijete, svoj posao!" In: Poruke. Band 1, Nr. 1, 4. Juli 1970. Zitiert nach Mladen Ivezić: Titov Jasenovac. Zagreb 2014, S. 128 f. (serbokroatisch).
17. ↑  Nikola Nikolić: Taborišče smrti Jasenovac. Borec, Ljubljana 1969, S. 293 (slowenisch): „Tisto noč je ustaš Pero Brzica v hitrosti in spretnosti svojega krvniškega posla prekosil vse ustaške klavce. Sam je namreč zaklal 670 internircev jasenovškega taborišča. Med seboj so tekmovali v klavskem poslu Brzica, Bonzo, Šipka, Zrinušić in še nekaj drugi klavci, ki pa so za Brzico znatno zaostajali“
18. ↑  C.I. Christian: Sângeroasa destrămare: Iugoslavia. Editura Sylvi, București 1994, ISBN 973-9175-01-5, S. 170 (rumänisch): „Din timp in timp, se organizează concursuri. Campionul indiscutabil al acestor competiții a fost Petar Brzica, student al institutul teologic franciscan din Siroki Brijeg și membru al «Marii Frățietăți a Cruciaților». În timpul nopții de 29 august 1942, de pildă, el a reușit să măcelărească, singur, nu mai puțin de 1.860 sărbî. ("Nedjelja", Zagreb, 19 oct. 1942)“
19. ↑  Aleksandar Pražić: Nacionalno Samoubistvo [Nationaler Selbstmord]. Pesić i sinovi, Belgrad 2009, ISBN 978-86-7540-115-5 (serbisch).
20. ↑  Ivo Rendić-Miočević: Osvrt na kanonizaciju Svetoga Novomučenika Vukašina Jasenovačkoga i blaženoga Alojzija Stepinca. In: Hrvatski tjednik. 15. August 2015 (hkv.hr).
21. ↑  Filip Škiljan: Logorski sustav Jasenovac : konroverze. In: Sabrina P. Ramet (Hrsg.): Nezavisna država Hrvatska : 1941.–1945. : zbornik radova. Alinea, Zagreb 2009, ISBN 978-953-180-155-3, S. 117–130.
22. ↑  Damir Šarac: Srbi se protive kanonizaciji Stepinca, a svecima proglašavaju likove iz bajki: pročitajte poremećenu priču o pravoslavnom svecu koji je zaustavio hrvatskog koljača Žilu. In: Slobodna Dalmacija. 27. Februar 2017 (slobodnadalmacija.hr).

| Personendaten    | Personendaten                          |
| ---------------- | -------------------------------------- |
| NAME             | Brzica, Petar                          |
| KURZBESCHREIBUNG | Ustascha-Mitglied und Kriegsverbrecher |
| GEBURTSDATUM     | 20. Jahrhundert                        |